# Areia Branca
Areia Branca là một đô thị thuộc bang Rio Grande do Norte, Brasil. Đô thị này có diện tích 357,58 km², dân số năm 2007 là 23501 người, mật độ 65,7 người/km².